# Heinz Schwarz (Politiker, 1921)
Heinz Schwarz (* 7. Mai 1921 in Zeitz; † 24. Januar 2016) war ein deutscher Politiker und Wirtschafts- und Parteifunktionär (SED) in der DDR. Er war von 1971 bis 1983 Generaldirektor des VEB Chemiekombinat Bitterfeld.

## Leben
Schwarz, Sohn eines Bergarbeiters, absolvierte nach dem Besuch der Volksschule von 1935 bis 1938 eine Berufsausbildung zum kaufmännischen Angestellten. Er arbeitete bis 1941 im Beruf und wurde während des Zweiten Weltkrieges im Februar 1941 zum Kriegsdienst in die Wehrmacht eingezogen. Im August 1944 geriet er als Obergefreiter in sowjetische Kriegsgefangenschaft. Er musste in einem Bergwerksschacht in Krasnyj Lutsch arbeiten, kam Anfang 1949 an die Antifa-Schule 2040 in Ogre bei Riga.
Im August 1949 konnte er nach Zeitz zurückkehren und trat im Dezember 1949 der SED bei.  1949/50 war er persönlicher Mitarbeiter des 1. Sekretärs der SED-Landesleitung Sachsen-Anhalt, Bernard Koenen, ab März 1950 Pressebeauftragter der Direktion in den Leunawerken und Chefredakteur der Betriebszeitung „Leuna-Echo“. 1950/51 war er als Instrukteur in der Abteilung Organisation der SED-Landesleitung Sachsen-Anhalt für die Anleitung und Kontrolle der Kulturdirektoren von Großbetrieben zuständig. 1951 war er zunächst amtierender 1. Sekretär und von März 1951 bis März 1952 2. Sekretär der SED-Kreisleitung Leunawerke. Danach fungierte er von März 1952 bis Juni 1953 als Sekretär der SED-Betriebsparteiorganisation (BPO) im VEB Elektrochemisches Kombinat Bitterfeld und von Juni 1953 bis September 1957 als Erster Sekretär der SED-Kreisleitung im VEB Leuna-Werke „Walter Ulbricht“ (LWWU).
Nach dem Besuch der Parteihochschule „Karl Marx“ von 1957 bis 1958 absolvierte Schwarz von 1958 bis 1960 ein Studium am Industrie-Institut der Technischen Hochschule Leuna-Merseburg, das er als Diplom-Ingenieurökonom und später als Diplom-Wirtschaftswissenschaftler abschloss. Anschließend war er von 1960 bis 1963 stellvertretender Vorsitzender des Rates des Bezirkes Halle und Vorsitzender des Bezirkswirtschaftsrates sowie zeitweilig auch Mitglied der SED-Bezirksleitung und des Büros der SED-Bezirksleitung Halle. Von Januar 1963 bis Mai 1971 war er Sekretär für Wirtschaft bzw. Leiter des Büros für Industrie und Bauwesen der SED-Bezirksleitung Halle.
Von Januar 1963 (VI. Parteitag) bis Juni 1971 war er Kandidat des ZK der SED. Auf dem VIII. Parteitag der SED vom 15. bis 19. Juni 1971 wurde er nicht wieder zum Kandidaten des ZK gewählt. Allerdings wurde er im Mai 1971 Generaldirektor des VEB Chemiekombinat Bitterfeld und übte diese Funktion bis Dezember 1983 aus. Gleichzeitig war er Mitglied des Sekretariats der SED-Kreisleitung des Chemiekombinats. Von Januar 1984 bis Dezember 1989 war er Direktor der Internationalen Industriezweigorganisation für organische Spezialprodukte INTERCHIM beim RGW in der Verwaltung Halle (Saale).
Zuletzt arbeitete er von April 1990 bis Juni 1991 als Angestellter in der Niederlassung Halle (Saale) der Treuhandanstalt. Schwarz starb im Alter von 94 Jahren und wurde auf dem Laurentiusfriedhof Halle beigesetzt.

## Auszeichnungen
- 1981 Vaterländischer Verdienstorden in Gold

## Veröffentlichung
- Prägungen aus acht Jahrzehnten. Bitterfelder Weg eines Generaldirektors, Schkeuditz 2004, ISBN 3-89819-157-5